# Papyrusgraszanger
De papyrusgraszanger (Cisticola carruthersi) is een zangvogel uit de familie Cisticolidae. Deze vogel is genoemd naar zijn ontdekker, de Engelse natuuronderzoeker Douglas Carruthers (1882-1962).

## Verspreiding en leefgebied
Deze soort komt voor in oostelijk Congo-Kinshasa, Burundi, Rwanda, Oeganda en westelijk Kenia.

## Status
De grootte van de populatie is niet gekwantificeerd maar de soort wordt omschreven als plaatselijk algemeen. Op de Rode lijst van de IUCN heeft deze soort de status niet bedreigd.